# Nationaal Park Prekrasnaja Gavan
Nationaal Park Prekrasnaja Gavan, ook bekend onder de naam Nationaal Park Tarchankoetski (Russisch: Национальный парк Прекрасная гавань; Oekraïens: Національний природний парк Чарівна гавань; Krim-Tataars: Dülber liman milliy tabiat parkı; Дюльбер лиман миллий табиат паркы), is een nationaal park gelegen op de Krim. De oprichting tot nationaal park vond plaats op 11 december 2009 per decreet (№ 1037/2009) van de president van Oekraïne. Nationaal Park Prekrasnaja Gavan heeft een oppervlakte van 109 km². Het gebied valt sinds 6 mei 2014, evenals andere natuurreservaten op de Krim, onder het gezag van de Russische Federatie in de Republiek van de Krim.

## Kenmerken
Nationaal Park Prekrasnaja Gavan omvat de westkant van het schiereiland Tarchankoet en twee aanliggende kustgebieden in de Zwarte Zee. Het gebied ligt in de steppezone en bestaat uit onaangeraakte gras- en kruidenrijke steppen. Er zijn ongeveer 400 soorten vaatplanten vastgesteld, waaronder verschillende vedergrassen, zwenkgrassen en alsems. Andere soorten die hier voorkomen zijn bijvoorbeeld de voorjaarsadonis (Adonis vernalis), harlekijn (Orchis morio), Tulipa biflora, Crocus pallasii, Colchicum triphyllum en Sternbergia colchiciflora.

## Dierenwereld
Het nationaal park kent vele diersoorten die kenmerken zijn voor de steppezone. Enkele van de bewoners van het gebied zijn de steppebunzing (Mustela eversmanni), jufferkraanvogel (Anthropoides virgo), kleine trap (Tetrax tetrax), grote trap (Otis tarda) en scharrelaar (Coracias garrulus). Langs de kust kan men ook soorten als kuifaalscholvers (Phalacrocorax aristotelis) en strandplevieren (Charadrius alexandrinus) aantreffen. Bovendien kent het reservaat een van de grootste populaties van de roze spreeuw (Pastor roseus) op de Krim. In de Zwarte Zee kunnen soms zeezoogdieren als tuimelaar (Tursiops truncatus), bruinvissen (Phocoena phocoena relicta) en gewone dolfijnen (Delphinus delphis) worden aangetroffen.

## Afbeeldingen

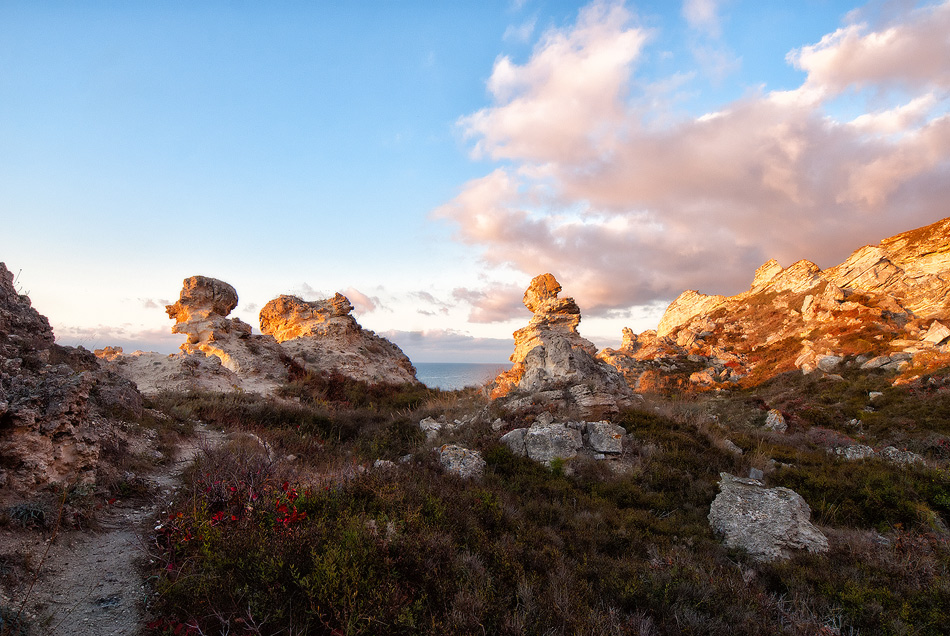
Rotsformaties aan de kust van de Zwarte Zee.
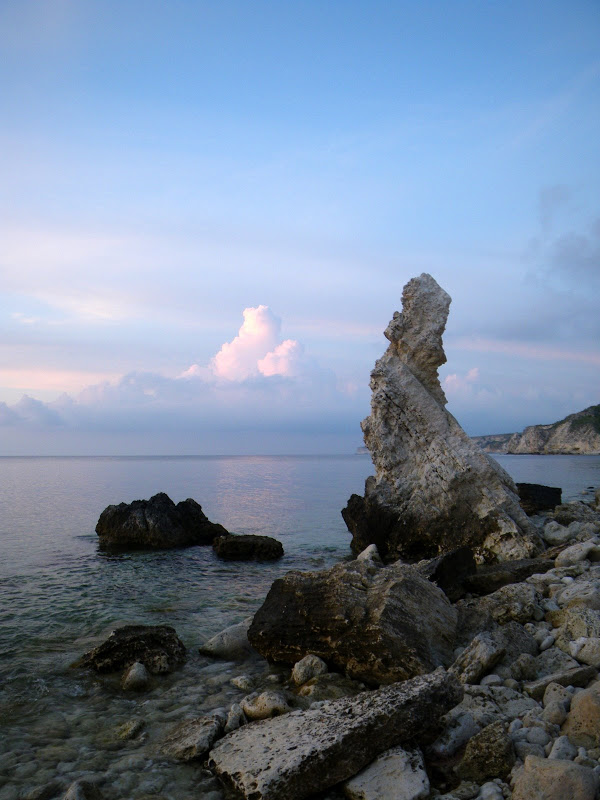
Zwarte Zeekust in het nationaal park.
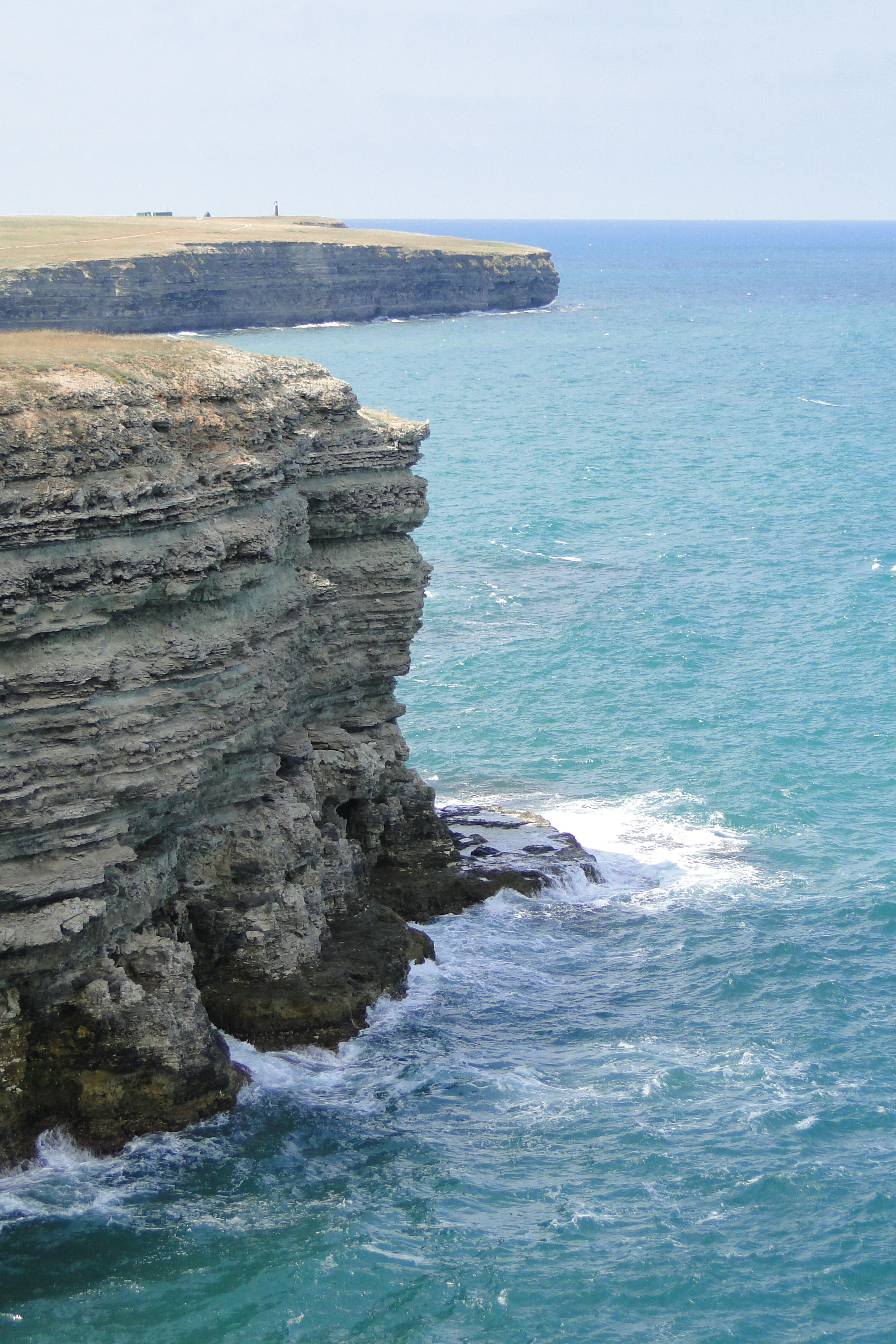
Kustkliffen.
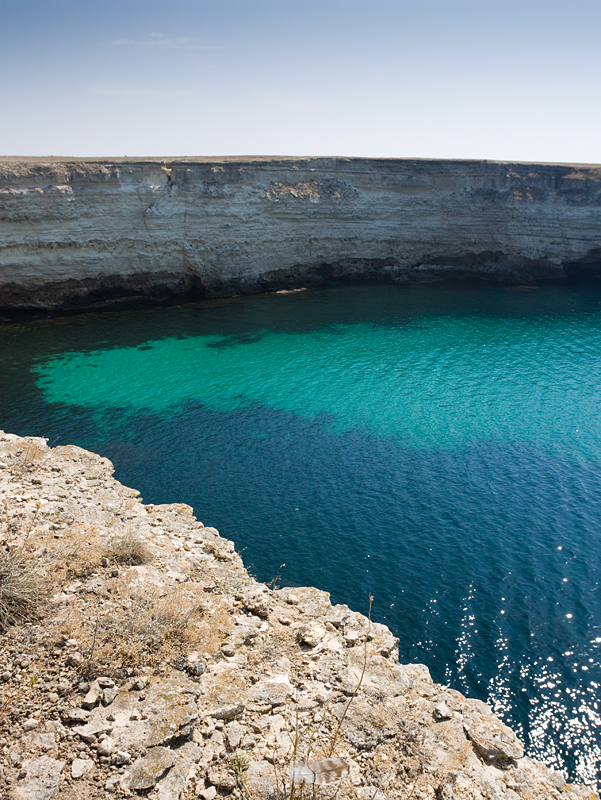
Zwarte Zee.
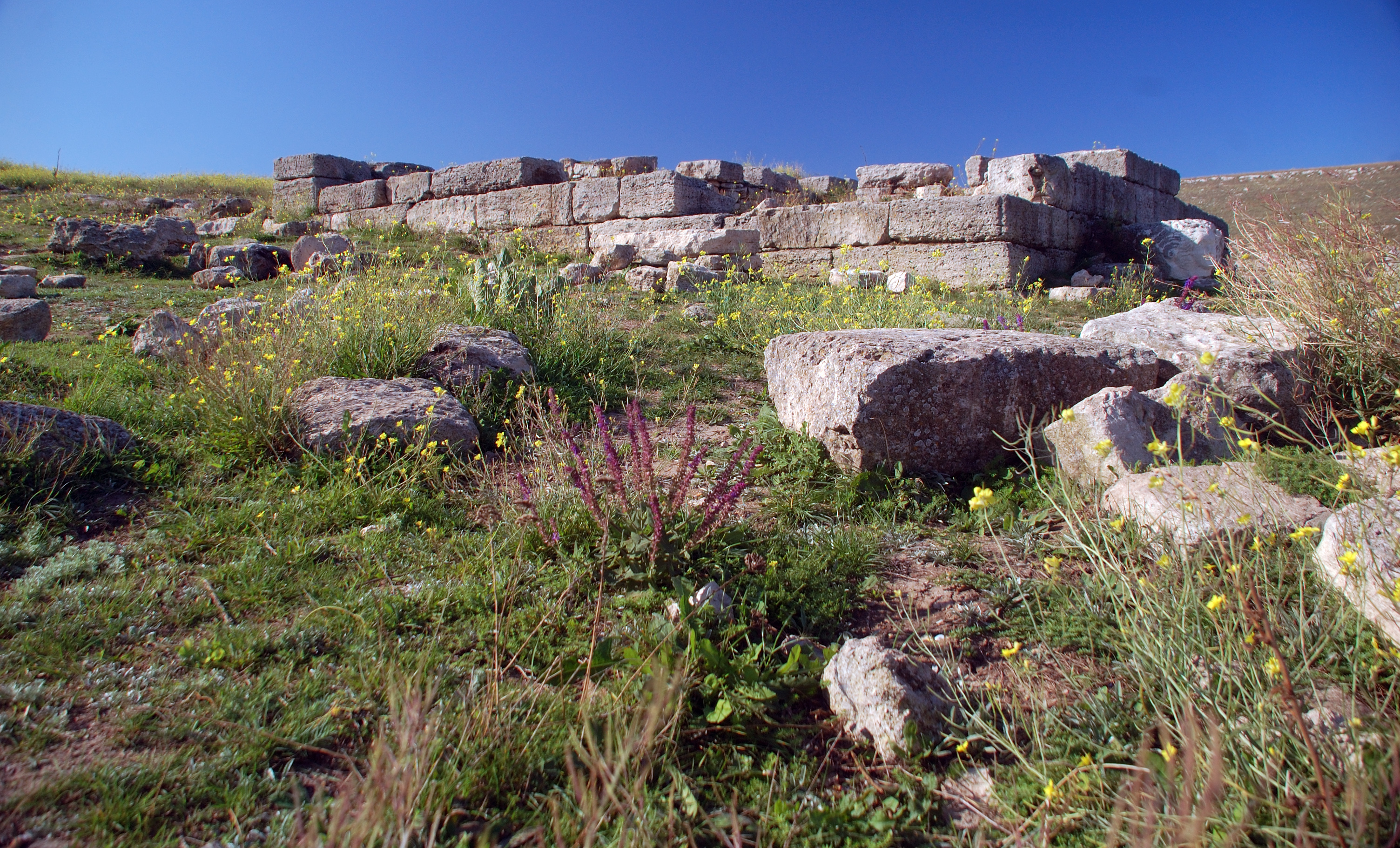
Ruïne en steppegemeenschappen.
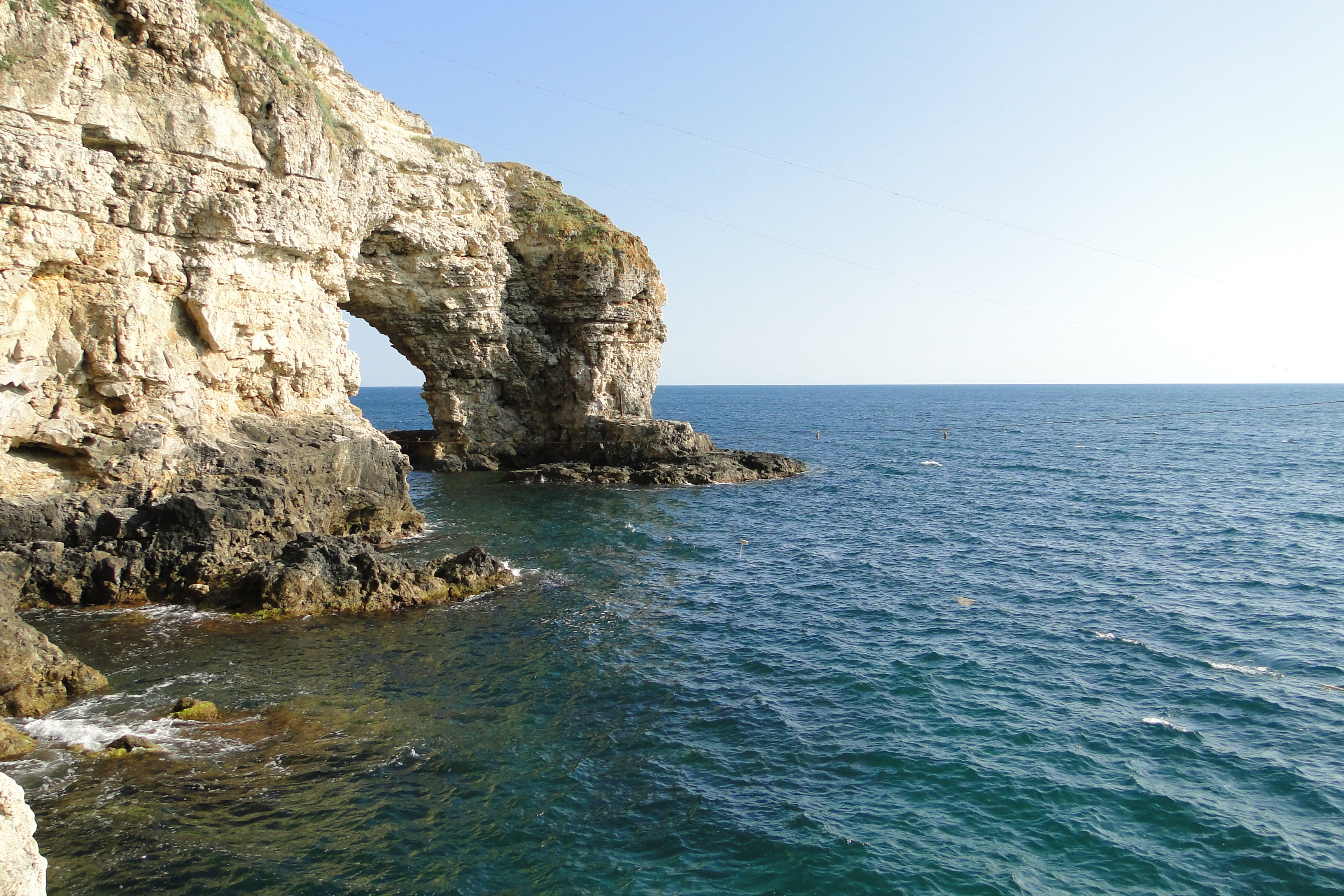
Natuurlijke brug.
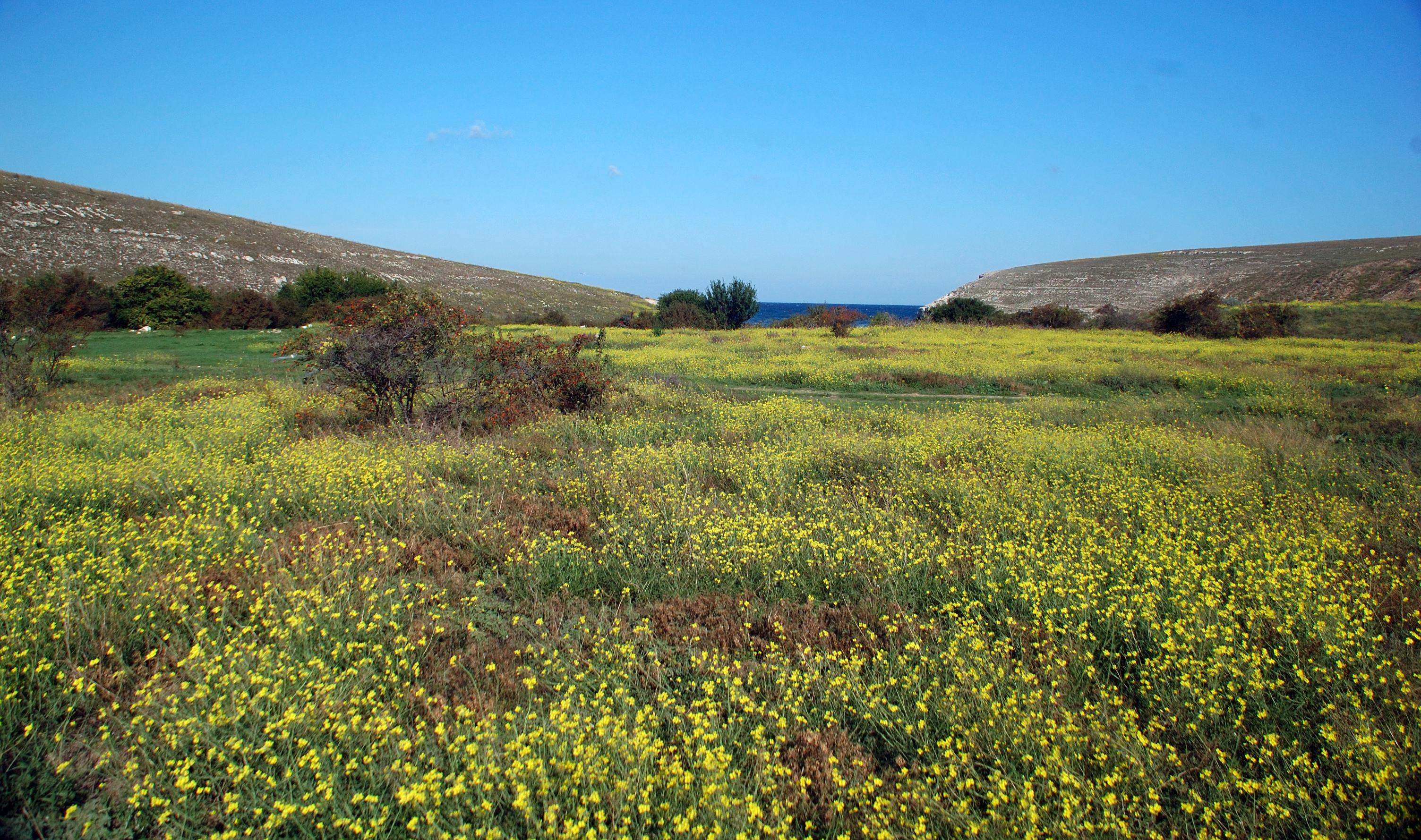
Steppegemeenschappen.